# اولد رادنور
اولد رادنور (به انگلیسی: Old Radnor) یک منطقهٔ مسکونی در بریتانیا است که در Powys واقع شده‌است. اولد رادنور ۷۴۱ نفر جمعیت دارد.